# Movimento Panico
Movimento Panico (in originale Mouvement Panique) è un collettivo artistico formato da Fernando Arrabal, Alejandro Jodorowsky e Roland Topor a Parigi nel 1962.
Il movimento prendeva il nome dal dio Pan e fu influenzato da Luis Buñuel e dal "teatro della crudeltà" di Antonin Artaud. Il movimento manifestava la sua vena provocatoria in caotiche e surreali performance artistiche, come risposta al surrealismo diventato in quel periodo mainstream. 
Gli eventi teatrali del movimento erano progettati per essere scioccanti e violenti e miravano a liberare le energie distruttive in cerca di pace e bellezza. 
Arrabal e Jodorowsky successivamente si diedero anche all'arte cinematografica. Arrabal è noto per i suoi film Viva la muerte (1971) e Andrò come un cavallo pazzo  (J'irai comme un cheval fou, 1973), mentre Jodorowsky ha raggiunto fama internazionale con Il paese incantato (Fando y Lis, 1968), adattamento cinematografico di un'opera teatrale di Arrabal che aveva già portato in scena, El Topo (1970) e La montagna sacra (La Montaña Sagrada, 1973).
Jodorowsky sciolse il movimento nel 1973, dopo l'uscita del libro di Arrabal Le panique [2].